# Samir Toplak
Samir Toplak (* 23. April 1970 in Varaždin) ist ein ehemaliger kroatischer Fußballspieler und heutiger Trainer.

## Karriere
Toplak spielte bis 1998 in der 1. HNL, der kroatischen ersten Liga, bei NK Varaždin. Von dort wechselte er nach Deutschland zum VfL Bochum. Mit Bochum spielte er in der Saison 1998/99 in der Bundesliga. In seiner ersten Saison in Deutschland bestritt er unter Trainer Klaus Toppmöller 21 Spiele und erzielte ein Tor. Er spielte in der Verteidigung neben Axel Sundermann, Tomasz Waldoch und Torsten Kracht. Toplaks erste Bundesligasaison war nicht von Erfolg gekrönt, zum Saisonende stieg Bochum in die 2. Bundesliga ab. Bochum schaffte in der Saison 1999/2000 den sofortigen Wiederaufstieg in die Bundesliga. Für Toplak folgte so seine zweite Bundesligasaison, auch diese endete mit dem Abstieg. Er blieb ein weiteres Jahr in Bochum, in der der Aufstieg erneut geschafft wurde. Toplak kehrte zum NK Varaždin zurück. Seit 2010 ist Toplak Fußballtrainer und trainierte zuerst NK Varaždin, Cibalia Vinkovci und ab Ende Dezember 2012 HNK Gorica. Danach wechselte er 2013 zu NK Zelina und 2014 zu Inter Zaprešić. Dort blieb er sechs Jahre und war 2020 erneut Übungsleiter von NK Varaždin und zuletzt 2021 für zwei Monate bei Lokomotiva Zagreb.